# 锌空气电池

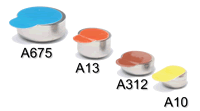
锌空气电池，用于助听器里面的电池

锌空气电池（英語：Zinc-Air Fuel Cell）（不可充电的）和锌空气燃料电池（可再充电的）是一类结构特殊的品种。阳极（负极）采用了锌合金。而阴极（正极）材料，则是空气中的氧。在储存时一般保持密封，所以基本上没有自放电，但一旦使用就會持續釋放。又稱鋅氧電池，有時也被稱為鋅空電池。因為正極（陰極）是直接利用空氣，相對來看能量密度算是高的，其大小尺寸从助听器里面的纽扣电池，到从前使用水銀電池的电影摄像机里面的大型电池，到电动汽车的很大型的电池提供动力。

## 电池构造
成糊状的锌粉在阳极端，起催化作用的碳在阴极。电池壳体上的孔可让空气中的氧进入腔体附着在阴极的碳上。同时，阳极的锌被氧化，这与小型银氧或汞氧电池的化学反應类似。
- 阴极——是起催化作用的碳从空气中吸收氧。
- 阳极——是锌粉和电解液的混合物，成糊状。
- 电解液——高浓度的氫氧化鉀水溶液。
- 隔离层——用于隔离两级间固体粉粒的移动。
- 绝缘和密封衬垫——尼龙材料。
- 电池外表面——镍金属外壳，具有良好的防腐性的导体。

## 原理
以下是锌空气电池的化学方程式：
- 陽极： 2Zn + 4OH– → 2Zn(OH)2 + 4e–
- 阴极： O2 + 2H2O + 4e– → 4OH–
- 综合： 2Zn + O2→ 2ZnO

通常这种反映产生的电压是1.4伏，但放电电流和放电深度可引起电压变化。空气必须能不间断地进入到阴极，在阴极壳体上开有小孔以便氧气源源不断地进入才能使电池产生化学反應。

## 锌空电池的使用
锌空电池保存的关键在封条，除非电池准备立刻使用，否则不能取下电池阴极封条。模拟试验表明，在室温条件下，存放一年后电量下降到95％，存放两年后电量下降到90％，存放四年后电量仍有85％。撕下封条后，电池被激活并开始工作，在室温环境并不接负载时，根据不同的电池大小规格，3到12周后电池电量下降50%，超过20周电量下降到0-10％。因此锌空电池适用于在很少几周内耗用完电池的场合。如果一旦锌空电池的封条被撕下，空气就进入内部激活电化学反应，此时即使再贴上封条，电化学反应也会继续下去直到电量耗尽。

## 锌空电池漏液处理
由于锌空电池内部含有高浓度的电解质（氫氧化鉀，具有强碱性，强腐蚀性），一旦发生渗漏，将腐蚀电池附近部件，而且这种腐蚀可能是不可修复的，致命的。而且电池上有孔，电池在激活使用后存放时间又很短，所以锌空电池较易发生电池漏液。使用锌空电池的场合要及时更换耗尽的电池，经常检查电池状况，较长时间不用时取出电池。

## 参看
- 铝空气电池
- 金属空气电池（英语：Metal–air electrochemical cell）
- 锌溴电池（英语：Zinc–bromine battery）